# Polynucleobacter meluiroseus
Polynucleobacter meluiroseus (лат.) — вид аэробных хемоорганотрофных свободноживущих бактерий из семейства Burkholderiaceae.
Типовой штамм AP-Melu-1000-B4 (DSM 103591, CIP 111329) был выделен из горного озера Лак-де-Мело (1710 м над уровнем моря), находящегося на острове Корсика (Франция). Polynucleobacter meluiroseus обитает в водной толще только этого озера, как свободноживущая бактерия, являясь частью его бактериопланктона.
P. meluiroseus примечателен своей необычной по сравнению с другими видами Polynucleobacter окраской — розовой, а также наличием в геноме гена, отвечающего за синтез протеородопсина с соответствующим спектром поглощения.
Кроме того, ген 16S рРНК бактерии содержит необычный индел, ранее известный только по некультивированным штаммам Polynucleobacter из горных озёр в испанских Пиренеях.
Одновременно с описанием данной бактерии была определена и полная последовательность генома её типового штамма (1,89 Мб).